# 穆塔韦
穆塔韦（阿拉伯语：‎ ；复数形式：‎ ），或意译为伊斯兰宗教警察，是伊斯兰教中为了禁止败德行为、推崇道德行为（扬善惩恶）而设立的一种宗教警察组织。
穆塔韦广泛存在于沙特阿拉伯、伊拉克、阿富汗、巴勒斯坦加薩走廊、巴基斯坦、埃及、也门、伊朗、尼日利亚北部卡諾州、印度尼西亚亞齊省以及马来西亚等伊斯兰国家中，曾经存在于伊奇克里亞車臣共和國。在有些国家以正规的政府机构存在，另一些国家则以民间团体形式存在。最早的时候，穆塔韦是以给予穆斯林生活上指导的伊斯兰教志愿组织形式存在的。随着文明的进步，也发生了一系列的变化。近代，由于西方文化流入伊斯兰国家，引起保守的穆斯林的强烈不满和反抗，这种组织多以排斥西方文化为目的进行活动。有些国家的宗教警察，例如阿富汗在塔利班政权时期的宗教警察，由于激进地处刑、破坏活动和侵犯人权引起了全世界的关注。
沙特阿拉伯政府设有促进道德防范罪恶委员会。阿富汗在在塔利班第一次掌權時和今天塔利班第二次掌權時设立有扬善惩恶委员会。伊朗在伊斯兰革命之后也设有类似的宗教警察机构指导巡逻队，虽然一些西方媒体称因头巾革命而要取消，但被伊朗政府否认。